# The Baseball 2003
The Baseball 2003  est un jeu vidéo de baseball. Il a été développé et édité par Konami. Il est sorti le 20 mars 2003 uniquement au Japon sur GameCube et PlayStation 2.